# MAC 1934
MAC 1934 byl francouzský letecký kulomet používaný na francouzských vojenských letadlech od roku 1935. Z výzbroje byl vyřazen na konci 40. let 20. století.

## Vývoj a popis
V roce 1934 francouzská zbrojovka Manufacture d'Armes de Châtellerault (zkráceně MAC) dokončila vývoj kulometu MAC 1934, který měl nahradit letecké kulomety Darne mod. 1933 na palubách letadel francouzského letectva. Kulomet střílel podstatně rychleji než předchozí typ, přičemž používal stejné střelivo 7,5 mm MAS. Původní varianta byla dodávána s diskovými vertikálními zásobníky ve dvou provedeních:
- type tourelle (model do střeleckých věží) – používal diskové vyměnitelné zásobníky na 100 nábojů. Byl montován jako pohyblivý ve střelištích nebo střeleckých věžích. Byl osazován zaměřovačem Alkan 1935.
- type aile (model do křídel) – používal diskové zásobníky na 300 nebo 500 nábojů a byl určen pro pevnou montáž.

MAC 34 nebyl vybaven synchronizací a byl dražší než srovnatelné zbraně, ale na druhou stranu byl kompaktní a byl velice spolehlivý.
Francouzské letectvo původně upřednostňovalo kulomety nabíjené ze zásobníků. Ale nakonec muselo uznat, že zásobníkový systém kulometu MAC 1934 vyžaduje od střelce příliš častou výměnu zásobníku a jeho zabudování do křídel letounu je nepraktické, proto požadovalo vývoj verze nabíjené pomocí pásu nábojů. Výsledkem byla zbraň, která byla uvedena v roce 1939 a dostala označení MAC vzor 1934 model 1939 neboli MAC 1934 M39. Kulometem MAC 1934 byla vybavována francouzská letadla od roku 1935 do konce 40. let 20. století. Podobně jako jiné kulomety, které měly ráži puškových nábojů, se zbraň prokázala jako příliš slabá pro boje probíhající v 2. světové válce. Další slabost kulometu MAC 1934 se ukázala při letech ve velkých výškách. Bylo zjištěno, že ve výškách nad 20 000 stop mají kulomety tendenci zamrzat. Proto letouny Morane-Saulnier MS.406 dostaly ke kulometům i jejich vyhřívání pro lety ve vysokých výškách. Francouzské letectvo plánovalo i vývoj těžkého leteckého kulometu ráže 11 mm založeného na kulometu MAC 1934, ale vývoj nebyl kvůli porážce Francie v roce 1940 dokončen.